# Bükkzsérc
Bükkzsérc község Borsod-Abaúj-Zemplén vármegyében, a Mezőkövesdi járásban. 

## Fekvése

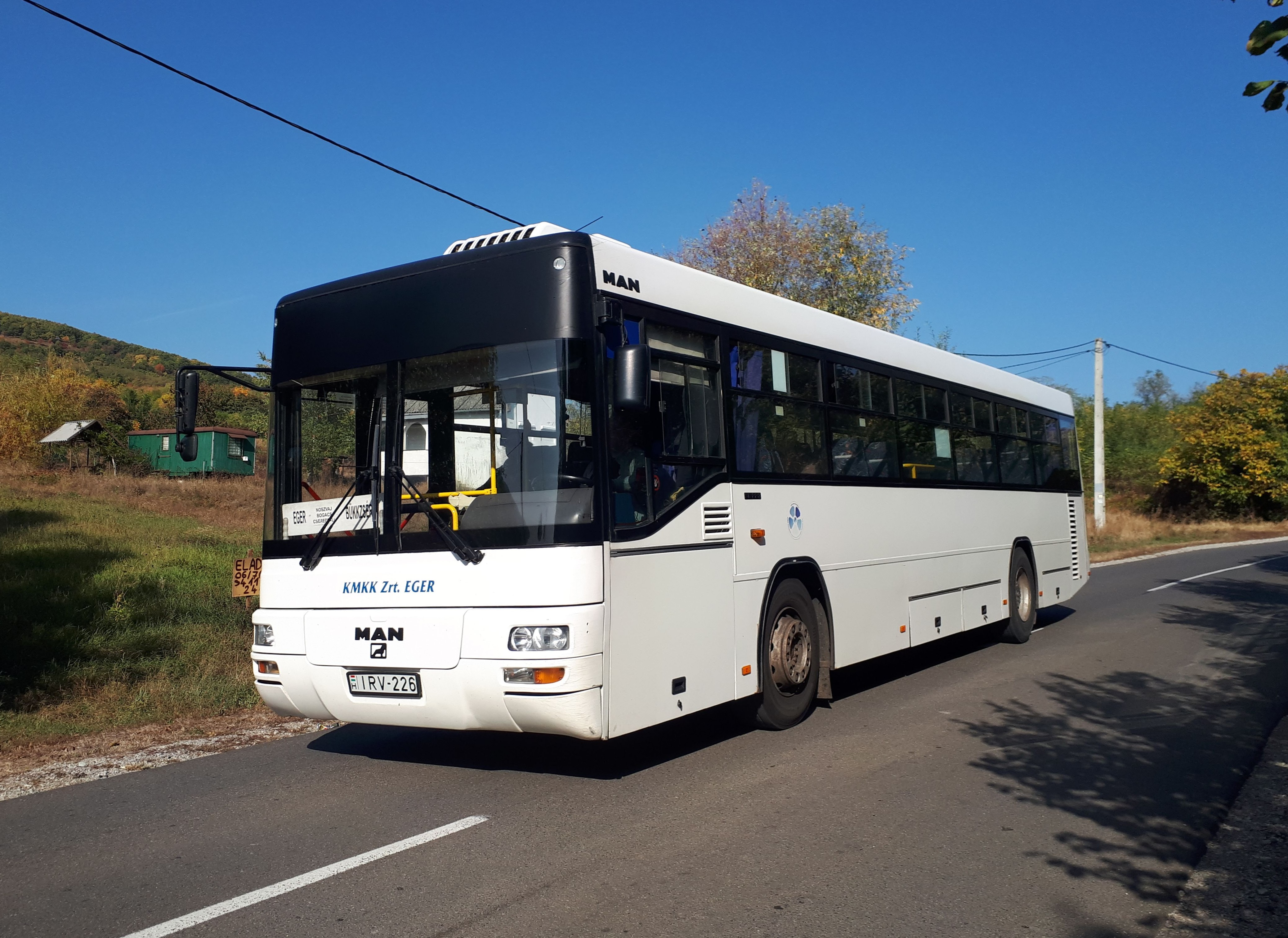
Az Eger–Bükkzsérc járat a település előtt

A Bükki Nemzeti Park déli határán fekszik, Miskolctól 30 kilométerre délnyugatra, Egertől 25 kilométerre északkeletre, a Bükk egyik déli irányú völgyében, a Cseresznyés-ér mentén.
A legközelebbi települések: Bogács (7 km) és Cserépfalu (2 km). A legközelebbi város: Mezőkövesd (17 km).

### Megközelítése
Zsáktelepülés, közúton csak Cserépfalu északi szélétől, a 2511-es útról nyugatnak letérve, a 25 112-es számú mellékúton érhető el. Az ország távolabbi részei felől a 3-as főútról, vagy az M3-as autópályáról Mezőkövesdnél letérve, Bogácson majd Cserépfalun át lehet megközelíteni. Autóbusszal Egerből, Noszvajon át, illetve Mezőkövesd felől a Volánbusz üzemeltet járatot a faluba.

## Története
A települést 1248-ban említik először, az egri püspökség birtokaként, nem sokkal ez után épülhetett rövid ideig fennálló vára. A püspökség 1457-ben Bükkzsércet és Noszvajt elcseréli Felsőtárkányért, így a karthauzi rend birtokába kerül. 1552-ben a települést feldúlták a törökök. A község lakossága szőlő-, gyümölcstermesztésből, mészégetésből élt.
Napjainkban munkát a nagyobb városokban találnak a lakosok, a hagyományos falusi élet kiveszőben van. A településen 4 bolt, posta, könyvtár, óvoda, és iskola található, ez utóbbi összevonva üzemel a cserépfalui iskolával. A presszó, a kocsma, és a fogadó a közösségi élet színtere a mindennapokban.

## Közélete

### Polgármesterei
- 1990–1994: Nagy Lajosné (független)[4]
- 1994–1998: Nagy Lajosné Kiss Eleonóra (független)[5]
- 1998–2002: Dr. Pintér Károly (független)[6]
- 2002–2006: Dr. Pintér Károly (független)[7]
- 2006–2010: Tilaji Zsófia (független)[8]
- 2010–2014: Vasas Csaba (független)[9]
- 2014–2019: Vasas Csaba (független)[10]
- 2019–2024: Vasas Csaba (független)[11]
- 2024– : Tilaji Zsófia (független)[1]

## Népesség
A település népességének változása:
| Lakosok száma | 985  | 969  | 957  | 909  | 921  | 910  | 900  |
|               | 2013 | 2014 | 2015 | 2021 | 2022 | 2023 | 2024 |

A 2001-es népszámlálás adatai szerint a településnek csak magyar lakossága volt.
A 2011-es népszámlálás során a lakosok 97,7%-a magyarnak, 0,5% németnek, 0,3% szlováknak mondta magát (2,3% nem nyilatkozott; a kettős identitások miatt a végösszeg több lehet 100%-nál). A vallási megoszlás a következő volt: római katolikus 32,5%, református 49,5%, görögkatolikus 0,6%, felekezeten kívüli 4,3% (6,3% nem válaszolt).
2022-ben a lakosság 92%-a vallotta magát magyarnak, 0,4% szlováknak, 0,2% ukránnak, 0,1% cigánynak, 3,4% egyéb, nem hazai nemzetiségűnek (7,9% nem nyilatkozott; a kettős identitások miatt a végösszeg nagyobb lehet 100%-nál). Vallásuk szerint 24,6% volt római katolikus, 36,5% református, 0,7% görög katolikus, 4,7% egyéb keresztény, 5,2% felekezeten kívüli (27% nem válaszolt).

## Turizmus
A falusi turizmus keretein belül megtalálható néhány magánszálláshely, illetve vendégház Bükkzsércen. Kerékpáros és gyalogos kirándulások induló helye, illetve az utóbbi időkben a vadászatok kezdő pontja a falu.

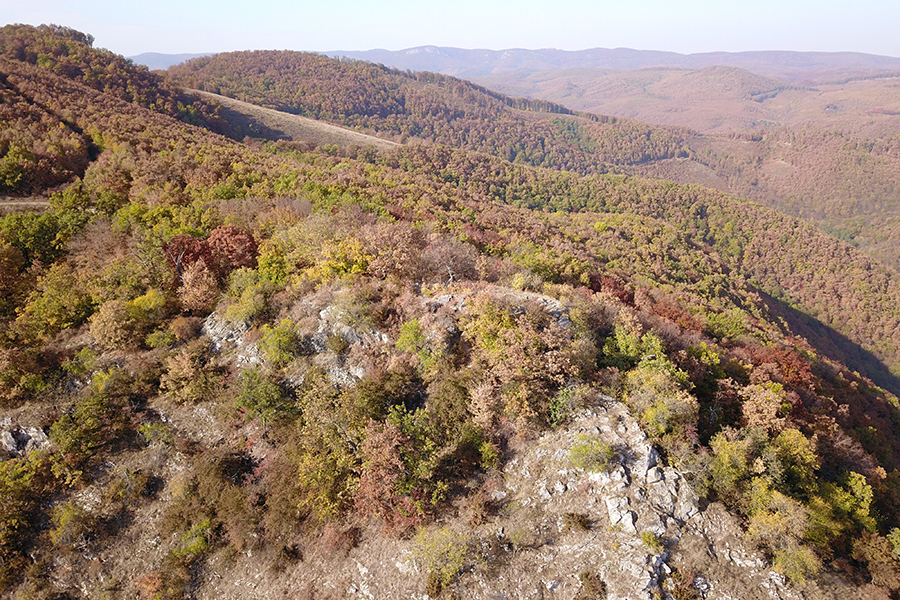
Bükkzsérc - Ódorvár légi fotó

### Látnivalók
- Hódos-hegy oromzatán lévő patkó alakú kopár természetes képződmény, ami messziről is jól látható
- római katolikus templom (1776–1779 között épült)
- református templom (1825–1828 között épült)
- Községi Emlékház (2003. év nyár elején nyílt meg)
- A falu déli végén, az Alsó-hegyen riolittufába vájt borospincék
- Suba-lyuk, egy ősemberleletéről híres barlang a Hór-patak völgyében
- A falutól északra fekszik Füzérkő vára
- Kilátó
- Kincses Kerámiaműhely
- Motívumgyűjtemény

### Fontosabb rendezvények
- Pünkösd szombati borverseny
- július végén rendezett jótékony célú labdarúgó fesztivál
- szeptember 3-dik vasárnapján tartott búcsú.
- augusztus utolsó szombatja: favágó verseny, falunap

## Galéria

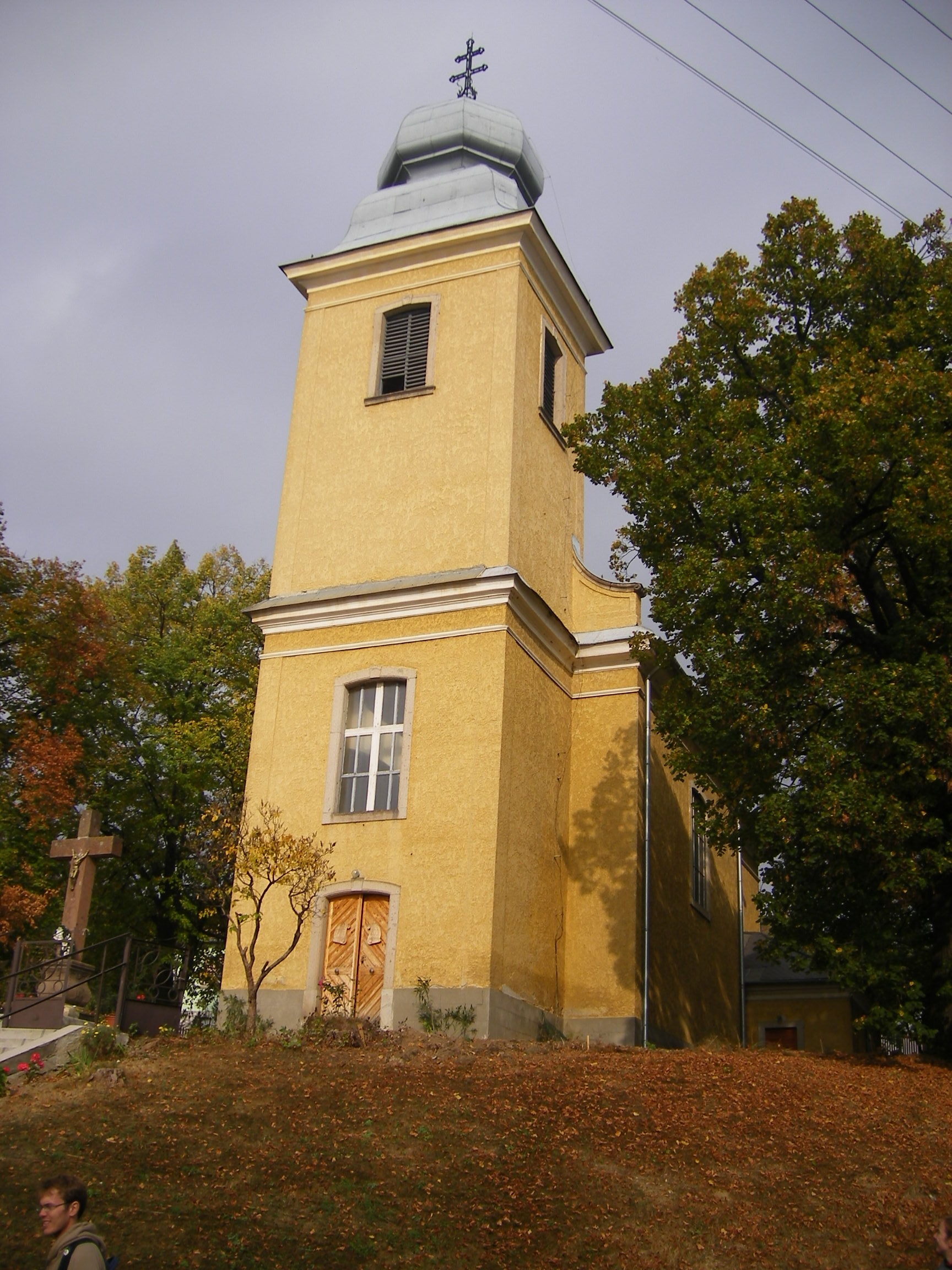
A római katolikus templom
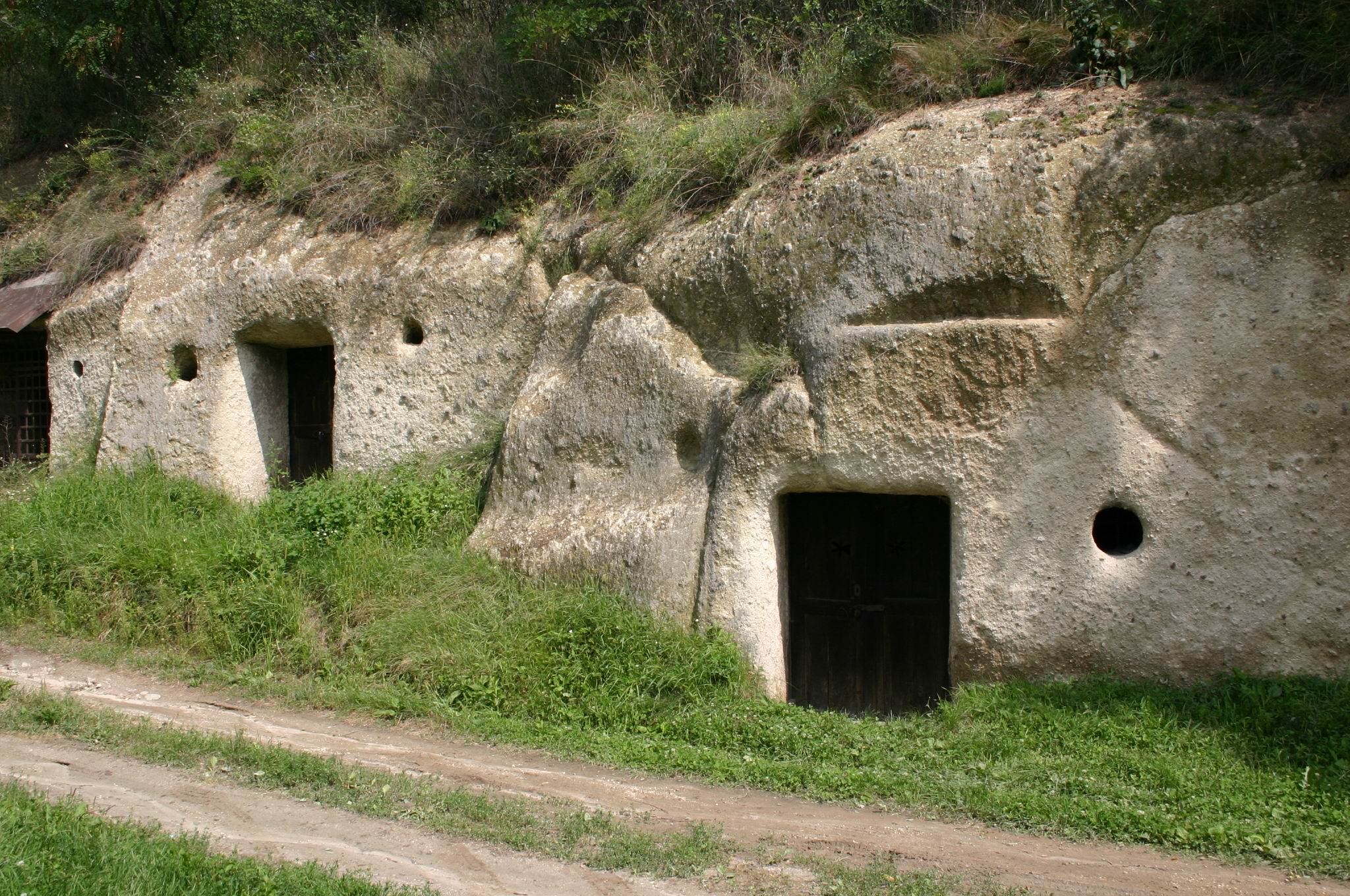
Riolittufába vájt pincesor
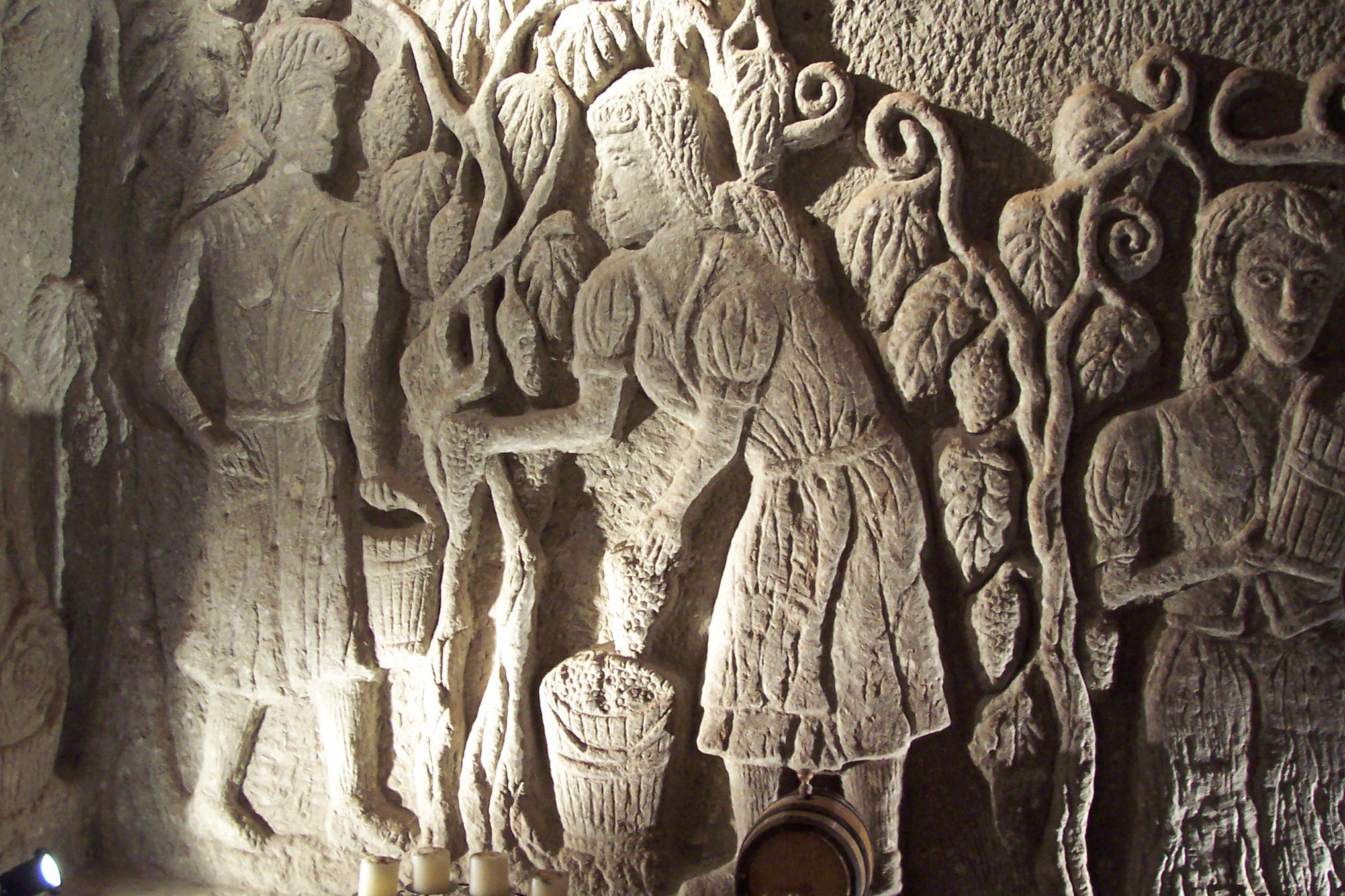
Faragás a pincében
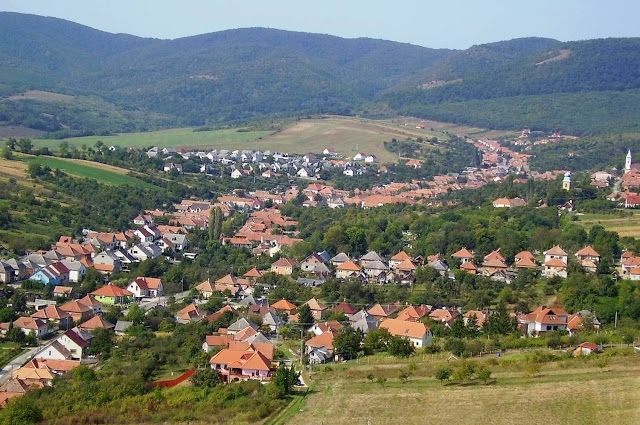
Bükkzsérc látképe